# Jorge Ribalta i Delgado
Jorge Ribalta i Delgado (Barcelona, 1963) és un fotògraf, activista cultural i crític d'art català. Ha Treballat com a cap del Departament d'Activitats Culturals del MACBA (1999-2009) i ha sigut comissari de diverses exposicions. Ha estat col·laborador habitual de La Vanguardia.
Hi ha obra seva a la col·lecció permanent de fotografia del Museu Nacional d'Art de Catalunya, més concretament es pot veure la seva foto "Viatges d'invenció".

## Obra
Ribalta treballa amb sèries extenses de fotografies en blanc i negre, fetes amb càmera analògica i revelades per ell mateix al seu laboratori. Són sèries que ocupen l'espai expositiu, establint relacions significatives entre les imatges i envolten l'espectador en l'epicentre d'una modalitat d'espai públic i relacional pròpiament fotogràfic.

## Exposicions rellevants comissariades
- 1994 - Domini públic. Centre d'Art Santa Mònica, Barcelona
- 1999 - El carrer. Joan Colom a la Sala Aixelà, 1961. MNAC, Barcelona
- 2001 - Processos documentals. Imatge testimonial, subalternitat i esfera pública. La Capella, Barcelona
- 2004 - Joan Colom. Fotografías de Barcelona, 1958-1964 (Ministerio de Cultura-Fundación Telefónica, Madrid, 2004)
- 2005 - Jo Spence. Més enllà de la imatge perfecta. Fotografia, subjectivitat, antagonisme. MACBA, Barcelona.
- 2008 - Arxiu universal: La condició del document i la utopia fotogràfica moderna Museu col·lecció Berardo de Lisboa[4]
- 2012 - Centre Internacional de Fotografia Barcelona (1978-1983). MACBA [5]

## Llibres publicats
- 2009 - Historias de la fotografia Española. Escritos 1977-2004. Joan Fontcuberta. Edició de Jorge Ribalta. Editorial GG.
- 2004 - Efecto real: Debates posmodernos sobre fotografía. Editorial Gustavo Gili
- 2000 - Habitaciones. Editorial Breogán. ISBN 84-7800-975-2
- 1997 - Indiferència i singularitat. La fotografia en el pensament artístic contemporani. Editorial Macba. Barcelona
- 1998 - Servicio Público. Conversaciones sobre financiación pública y arte contemporáneo (editor). UAAV-Universidad de Salamanca